# Lidya Tafesse Abebe
Lidya Tafesse Abebe, née en 1980, appelée quelquefois Lidya Tafesse, ou encore Lidya Abebe, est une arbitre de football éthiopienne, intervenant régulièrement dans des compétitions internationales : Coupe d'Afrique des nations féminine de football, Championnat du monde, etc.

## Biographie
Elle naît le 30 avril 1980 à Jimma et grandit dans cette même ville. À l'époque, elle joue au basket-ball, mais devient également  arbitre de football, encouragé en ce sens par un de ses professeurs. Le premier match de football qu’elle arbitre est en 1992. C’est un match de football masculin. Elle déménage à Addis-Abeba à la fin de ses études secondaires. Alors qu'elle est à Addis-Abeba, elle obtient une bourse pour mener des études en pharmacie. Elle réussit cette formation,,.
Puis, réalisant que l’arbitrage est devenu sa passion, elle choisit de s’y consacrer et de ne pas poursuivre cette carrière envisageable en pharmacie. 
Elle progresse ensuite, au fil des années, dans la hiérarchie des arbitres. A la fin des années 2000, elle commence à être appelée sur des matchs internationaux. Elle officie notamment en Coupe d'Afrique des nations féminine de football en 2012, en 2014, en 2016. Elle intervient également en Coupe du monde féminine de football 2015 au Canada,.
Fin 2017, elle accouche d’un enfant par césarienne, après une période de maternité complexe. « Quand j'étais enceinte, je sentais mon corps prendre des forces. Un mois après ma césarienne, j'ai dit à mes amis : "Je suis peut-être lourde, mais je me sens légère". Et quatre mois après la naissance, j'ai décidé de reprendre l'entraînement. [...] J'avais encore 20 kilos de trop » explique-t-elle a posteriori. Décidée à revenir au plus haut niveau de l’arbitrage rapidement, elle enchaîne des séances de fitness et de natation. « Personne ne croyait que je reviendrai », continue-t-elle. « Mais après trois mois d'entraînement, j'ai passé les tests physiques pour la Premier League féminine, et je les ai réussis. J'ai aussi passé avec succès les tests de la deuxième division masculine et des U-17 ».
Et en 2018, elle est sélectionnée à nouveau pour arbitrer en août le Mondial U20 féminin et   en novembre  la Coupe d'Afrique des nations féminine de football  (CAN féminine)., qualificative pour la Coupe du Monde féminine. Très symboliquement, dans cette CAN féminine, le match d’ouverture lui est même confié,, ainsi qu’une demi-finale Cameroun-Nigeria, qui, dans les faits, se prolonge, dure 120 minutes et se termine par des tirs au but.
Et en décembre 2018, elle est retenue parmi les arbitres africaines sélectionnées pour la phase finale du mondial féminin de football, qui a lieu mi-2019 en France,,. Elle y arbitre, le 14 juin 2019, le match opposant l'équipe du Japon à celle de l'Écosse.
Elle est la seule arbitre féminine officiant au Championnat d'Afrique des nations de football 2020, joué en 2021 au Cameroun ; elle est la première femme à arbitrer un match d'une compétition masculine de la CAF.
Elle arbitre la finale de la première édition de la Ligue des champions féminine de la CAF en 2021 entre les Hasaacas Ladies et les Mamelodi Sundowns Ladies.